# Isòtops del zirconi
El zirconi (Zr) natural es compon de quatre isòtops estables i un radioisòtop de vida extremadament llarga el 96Zr, que es desintegra via doble emissió beta amb un període de semidesintegració observat de 2,0×1019 anys; També pot experimentar emissió beta senzilla què no s'ha observat encara però que el seu valor teòric predit de T½ és de 2.4×1020 anys. El segon radioisòtop més estable és el 93Zr amb un període de semidesintegració d'1,53 milions d'anys. S'han observat uns altres divuit radioisòtops, la majoria d'ells tenen període de semidesintegració menors a un dia excepte el 95Zr (64,02 dies), el 88Zr (63,4 dies), i el 89Zr (78.41 hores). El mode de desintegració primari per als isòtops més lleugers que el 92Zr és la captura electrònica, i el mode de desintegració primari per als més pesants és l'emissió beta. a

Massa atòmica estàndard: 91.224(2) u.
El zircorni és l'element més pesat que es pot formar per fusió asimètrica, del 45Sc, o del 46Ca produint el 90Zr i el 92Zr respectivament. Ttos els elements més pesants es formen per fusió asimètrica o durant el col·lapse d'una supernova.

## Taula
| Símbol del núclid | Z(p)                | N(n)                | massa isotòpica(u)  | període de semidesintegració | Espín nuclear | composició isotòpics representativa (fracció molar) | rang de variació natural (fracció molar) |
| Símbol del núclid | energia d'excitació | energia d'excitació | energia d'excitació | període de semidesintegració | Espín nuclear | composició isotòpics representativa (fracció molar) | rang de variació natural (fracció molar) |
| ----------------- | ------------------- | ------------------- | ------------------- | ---------------------------- | ------------- | --------------------------------------------------- | ---------------------------------------- |
| 78Zr              | 40                  | 38                  | 77.95523(54)#       | 50# ms [>170 ns]             | 0+            |                                                     |                                          |
| 79Zr              | 40                  | 39                  | 78.94916(43)#       | 56(30) ms                    | 5/2+#         |                                                     |                                          |
| 80Zr              | 40                  | 40                  | 79.9404(16)         | 4.6(6) s                     | 0+            |                                                     |                                          |
| 81Zr              | 40                  | 41                  | 80.93721(18)        | 5.5(4) s                     | (3/2-)#       |                                                     |                                          |
| 82Zr              | 40                  | 42                  | 81.93109(24)#       | 32(5) s                      | 0+            |                                                     |                                          |
| 83Zr              | 40                  | 43                  | 82.92865(10)        | 41.6(24) s                   | (1/2-)#       |                                                     |                                          |
| 84Zr              | 40                  | 44                  | 83.92325(21)#       | 25.9(7) min                  | 0+            |                                                     |                                          |
| 85Zr              | 40                  | 45                  | 84.92147(11)        | 7.86(4) min                  | 7/2+          |                                                     |                                          |
| 85mZr             | 292.2(3) keV        | 292.2(3) keV        | 292.2(3) keV        | 10.9(3) s                    | (1/2-)        |                                                     |                                          |
| 86Zr              | 40                  | 46                  | 85.91647(3)         | 16.5(1) h                    | 0+            |                                                     |                                          |
| 87Zr              | 40                  | 47                  | 86.914816(9)        | 1.68(1) h                    | (9/2)+        |                                                     |                                          |
| 87mZr             | 335.84(19) keV      | 335.84(19) keV      | 335.84(19) keV      | 14.0(2) s                    | (1/2)-        |                                                     |                                          |
| 88Zr              | 40                  | 48                  | 87.910227(11)       | 83.4(3) d                    | 0+            |                                                     |                                          |
| 89Zr              | 40                  | 49                  | 88.908890(4)        | 78.41(12) h                  | 9/2+          |                                                     |                                          |
| 89mZr             | 587.82(10) keV      | 587.82(10) keV      | 587.82(10) keV      | 4.161(17) min                | 1/2-          |                                                     |                                          |
| 90Zr              | 40                  | 50                  | 89.9047044(25)      | ESTABLE                      | 0+            | 0.5145(40)                                          |                                          |
| 90m1Zr            | 2319.000(10) keV    | 2319.000(10) keV    | 2319.000(10) keV    | 809.2(20) ms                 | 5-            |                                                     |                                          |
| 90m2Zr            | 3589.419(16) keV    | 3589.419(16) keV    | 3589.419(16) keV    | 131(4) ns                    | 8+            |                                                     |                                          |
| 91Zr              | 40                  | 51                  | 90.9056458(25)      | ESTABLE                      | 5/2+          | 0.1122(5)                                           |                                          |
| 91mZr             | 3167.3(4) keV       | 3167.3(4) keV       | 3167.3(4) keV       | 4.35(14) µs                  | (21/2+)       |                                                     |                                          |
| 92Zr              | 40                  | 52                  | 91.9050408(25)      | ESTABLE                      | 0+            | 0.1715(8)                                           |                                          |
| 93Zr              | 40                  | 53                  | 92.9064760(25)      | 1.53(10)E+6 a                | 5/2+          |                                                     |                                          |
| 94Zr              | 40                  | 54                  | 93.9063152(26)      | ESTABLE [>1.1E+17 a]         | 0+            | 0.1738(28)                                          |                                          |
| 95Zr              | 40                  | 55                  | 94.9080426(26)      | 64.032(6) d                  | 5/2+          |                                                     |                                          |
| 96Zr              | 40                  | 56                  | 95.9082734(30)      | 20(4)E+18 a                  | 0+            | 0.0280(9)                                           |                                          |
| 97Zr              | 40                  | 57                  | 96.9109531(30)      | 16.744(11) h                 | 1/2+          |                                                     |                                          |
| 98Zr              | 40                  | 58                  | 97.912735(21)       | 30.7(4) s                    | 0+            |                                                     |                                          |
| 99Zr              | 40                  | 59                  | 98.916512(22)       | 2.1(1) s                     | 1/2+          |                                                     |                                          |
| 100Zr             | 40                  | 60                  | 99.91776(4)         | 7.1(4) s                     | 0+            |                                                     |                                          |
| 101Zr             | 40                  | 61                  | 100.92114(3)        | 2.3(1) s                     | 3/2+          |                                                     |                                          |
| 102Zr             | 40                  | 62                  | 101.92298(5)        | 2.9(2) s                     | 0+            |                                                     |                                          |
| 103Zr             | 40                  | 63                  | 102.92660(12)       | 1.3(1) s                     | (5/2-)        |                                                     |                                          |
| 104Zr             | 40                  | 64                  | 103.92878(43)#      | 1.2(3) s                     | 0+            |                                                     |                                          |
| 105Zr             | 40                  | 65                  | 104.93305(43)#      | 0.6(1) s                     |               |                                                     |                                          |
| 106Zr             | 40                  | 66                  | 105.93591(54)#      | 200# ms [>300 ns]            | 0+            |                                                     |                                          |
| 107Zr             | 40                  | 67                  | 106.94075(32)#      | 150# ms [>300 ns]            |               |                                                     |                                          |
| 108Zr             | 40                  | 68                  | 107.94396(64)#      | 80# ms [>300 ns]             | 0+            |                                                     |                                          |
| 109Zr             | 40                  | 69                  | 108.94924(54)#      | 60# ms [>300 ns]             |               |                                                     |                                          |
| 110Zr             | 40                  | 70                  | 109.95287(86)#      | 30# ms [>300 ns]             | 0+            |                                                     |                                          |